# Kalix domsagas valkrets
Kalix domsagas valkrets var en valkrets i Sverige med ett mandat i valen till andra kammaren 1878–1908. Valkretsen motsvarade Kalix domsagas område, det vill säga Gällivare landskommun, Nederkalix landskommun, Råneå landskommun och Överkalix landskommun. Inför valet 1908 bröts Gällivare landskommun ut ur valkretsen och överfördes till den nybildade Gällivare domsagas valkrets (den motsvarande domsagan, Gällivare domsaga, hade bildats den 1 januari 1904). Valkretsen avskaffades slutgiltigt vid införandet av proportionellt valsystem i valet 1911 och uppgick i Norrbottens läns norra valkrets.

## Riksdagsmän
- Johan Grape (1879)
- Fredrik Appelberg (1880–1881)
- Hugo Sandström (1882–1884)
- Johan Rutberg (1885)
- Johannes Sällström (30/1 1886–vårsessionen 1887)
- Harald Ström, frihandelsvänlig vilde (höstsessionen 1887–1890)
- Lars Olof Carlsson, nya lmp (24/2 1891–1893)
- Harald Ström, frihandelsvänlig vilde (1894–1905)
- Lars Johan Carlsson, s (1906–1908)
- Arvid Björk, lib s (15/1–16/3 1909; valet upphävt)
- Carl Riström, lib s (21/4 1909–1911)

## Valresultat

### 1878
| Andrakammarvalet i Sverige 1878: Kalix domsagas valkrets | Andrakammarvalet i Sverige 1878: Kalix domsagas valkrets | Andrakammarvalet i Sverige 1878: Kalix domsagas valkrets | Andrakammarvalet i Sverige 1878: Kalix domsagas valkrets | Andrakammarvalet i Sverige 1878: Kalix domsagas valkrets |
| Kandidat                                                 | Kandidat                                                 | Röster                                                   | Röster                                                   | Röster                                                   |
| Kandidat                                                 | Kandidat                                                 | Antal                                                    | %                                                        | +− %                                                     |
| -------------------------------------------------------- | -------------------------------------------------------- | -------------------------------------------------------- | -------------------------------------------------------- | -------------------------------------------------------- |
|                                                          | Johan Grape                                              | 18                                                       | 72,0 %                                                   |                                                          |
|                                                          | Närmaste kandidat                                        | 3                                                        | 12,0 %                                                   |                                                          |
|                                                          | Övriga kandidater                                        | 4                                                        | 16,0 %                                                   | —                                                        |
| Antal giltiga röster                                     | Antal giltiga röster                                     | 25                                                       |                                                          |                                                          |
| Kasserade röster                                         | Kasserade röster                                         | 0                                                        |                                                          |                                                          |
| Totalt                                                   | Totalt                                                   | 25                                                       |                                                          |                                                          |

Valsättet var ett medelbart val. Röstberättigade valde elektorer som i sin tur valde riksdagsmannen. 26 elektorer valdes och 25 av 26 elektorer deltog i riksdagsvalet.
Valkretsen hade 22 984 invånare den 31 december 1877, varav 1 544 eller 6,7 % var valberättigade. 79 personer deltog i valet av elektorer, ett valdeltagande på 5,1 %.

#### Elektorsval
De 26 valda elektorerna fördelades på följande sätt i avseende på yrke:
- 10 stycken civila ämbets- eller tjänstemän
- 7 stycken hemmansägare
- 4 stycken handlande eller gästgivare
- 2 stycken präster
- 1 arrendator, förvaltare eller inspektör
- 1 gods- eller bruksägare
- 1 kyrkobetjänt eller skollärare

### Fyllnadsval 1880
| Fyllnadsval till andra kammaren i Sverige 1880: Kalix domsagas valkrets | Fyllnadsval till andra kammaren i Sverige 1880: Kalix domsagas valkrets | Fyllnadsval till andra kammaren i Sverige 1880: Kalix domsagas valkrets | Fyllnadsval till andra kammaren i Sverige 1880: Kalix domsagas valkrets | Fyllnadsval till andra kammaren i Sverige 1880: Kalix domsagas valkrets |
| Kandidat                                                                | Kandidat                                                                | Röster                                                                  | Röster                                                                  | Röster                                                                  |
| Kandidat                                                                | Kandidat                                                                | Antal                                                                   | %                                                                       | +− %                                                                    |
| ----------------------------------------------------------------------- | ----------------------------------------------------------------------- | ----------------------------------------------------------------------- | ----------------------------------------------------------------------- | ----------------------------------------------------------------------- |
|                                                                         | Fredrik Appelberg                                                       | 14                                                                      | 63,6                                                                    | Ny                                                                      |
|                                                                         | Närmaste kandidat                                                       | 7                                                                       | 31,8                                                                    |                                                                         |
|                                                                         | Övriga kandidater                                                       | 1                                                                       | 4,5                                                                     | —                                                                       |
| Antal giltiga röster                                                    | Antal giltiga röster                                                    | 22                                                                      |                                                                         |                                                                         |
| Kasserade röster                                                        | Kasserade röster                                                        | 0                                                                       |                                                                         |                                                                         |
| Totalt                                                                  | Totalt                                                                  | 22                                                                      |                                                                         |                                                                         |

Valet hölls den 7 januari 1880 och var ett fyllnadsval efter riksdagsmannen Johan Grape. Valsättet var ett medelbart val och de röstberättigade valde elektorer som i sin tur valde riksdagsmannen. 22 elektorer deltog i riksdagsvalet.
1 362 personer var valberättigade, varav 159 personer deltog i valet av elektorer, ett valdeltagande på 11,7 %.

### 1881
| Andrakammarvalet i Sverige 1881: Kalix domsagas valkrets | Andrakammarvalet i Sverige 1881: Kalix domsagas valkrets | Andrakammarvalet i Sverige 1881: Kalix domsagas valkrets | Andrakammarvalet i Sverige 1881: Kalix domsagas valkrets | Andrakammarvalet i Sverige 1881: Kalix domsagas valkrets |
| Kandidat                                                 | Kandidat                                                 | Röster                                                   | Röster                                                   | Röster                                                   |
| Kandidat                                                 | Kandidat                                                 | Antal                                                    | %                                                        | +− %                                                     |
| -------------------------------------------------------- | -------------------------------------------------------- | -------------------------------------------------------- | -------------------------------------------------------- | -------------------------------------------------------- |
|                                                          | Hugo Sandström                                           | 17                                                       | 77,3 %                                                   | Ny                                                       |
|                                                          | Närmaste kandidat                                        | 4                                                        | 18,2 %                                                   |                                                          |
|                                                          | Övriga kandidater                                        | 1                                                        | 4,5 %                                                    | —                                                        |
| Antal giltiga röster                                     | Antal giltiga röster                                     | 22                                                       |                                                          |                                                          |
| Kasserade röster                                         | Kasserade röster                                         | 0                                                        |                                                          |                                                          |
| Totalt                                                   | Totalt                                                   | 22                                                       |                                                          |                                                          |

Valsättet var ett medelbart (indirekt) val. Röstberättigade valde elektorer som i sin tur valde riksdagsmannen. 23 elektorer valdes och 22 av 23 elektorer deltog i riksdagsvalet.
Valkretsen hade 24 024 invånare den 31 december 1880, varav 1 474 eller 6,1 % var valberättigade. 87 personer deltog i valet av elektorer, ett valdeltagande på 5,9 %.

#### Elektorsval
De 23 valda elektorerna fördelades på följande sätt i avseende på yrke:
- 8 stycken hemmansägare
- 5 stycken civila ämbets- eller tjänstemän
- 5 stycken handlande eller gästgivare
- 2 stycken präster
- 1 fabrikant eller mjölnare
- 1 hantverkare eller byggmästare
- 1 militär

### 1887 (vår)
| Andrakammarvalet i Sverige 1887 (vår): Kalix domsagas valkrets | Andrakammarvalet i Sverige 1887 (vår): Kalix domsagas valkrets | Andrakammarvalet i Sverige 1887 (vår): Kalix domsagas valkrets | Andrakammarvalet i Sverige 1887 (vår): Kalix domsagas valkrets | Andrakammarvalet i Sverige 1887 (vår): Kalix domsagas valkrets |
| Kandidat                                                       | Kandidat                                                       | Röster                                                         | Röster                                                         | Röster                                                         |
| Kandidat                                                       | Kandidat                                                       | Antal                                                          | %                                                              | +− %                                                           |
| -------------------------------------------------------------- | -------------------------------------------------------------- | -------------------------------------------------------------- | -------------------------------------------------------------- | -------------------------------------------------------------- |
|                                                                | Harald Ström (frihandlare)                                     | 28                                                             | 100,0                                                          |                                                                |
| Antal giltiga röster                                           | Antal giltiga röster                                           | 28                                                             |                                                                |                                                                |
| Kasserade röster                                               | Kasserade röster                                               | 0                                                              |                                                                |                                                                |
| Totalt                                                         | Totalt                                                         | 28                                                             |                                                                |                                                                |

Valet hölls den 20 april 1887. Valkretsen hade 25 421 invånare den 31 december 1885, varav 1 483 eller 5,8 % var valberättigade. 746 personer deltog i valet av 28 elektorer som sedan förrättade det slutgiltiga valet, ett valdeltagande på 50,3%. Av dessa 28 elektorer deltog samtliga vid valet av riksdagsman.

### 1887 (september)
| Andrakammarvalet i Sverige 1887 (september): Kalix domsagas valkrets | Andrakammarvalet i Sverige 1887 (september): Kalix domsagas valkrets | Andrakammarvalet i Sverige 1887 (september): Kalix domsagas valkrets | Andrakammarvalet i Sverige 1887 (september): Kalix domsagas valkrets | Andrakammarvalet i Sverige 1887 (september): Kalix domsagas valkrets |
| Kandidat                                                             | Kandidat                                                             | Röster                                                               | Röster                                                               | Röster                                                               |
| Kandidat                                                             | Kandidat                                                             | Antal                                                                | %                                                                    | +− %                                                                 |
| -------------------------------------------------------------------- | -------------------------------------------------------------------- | -------------------------------------------------------------------- | -------------------------------------------------------------------- | -------------------------------------------------------------------- |
|                                                                      | Harald Ström (frihandlare)                                           | 307                                                                  | 62,3                                                                 | ▼37,7                                                                |
|                                                                      | Lars Anton Holmqvist (frihandlare)                                   | 180                                                                  | 36,5                                                                 |                                                                      |
|                                                                      | Övriga kandidater                                                    | 6                                                                    | 1,2                                                                  |                                                                      |
| Antal giltiga röster                                                 | Antal giltiga röster                                                 | 493                                                                  |                                                                      |                                                                      |
| Kasserade röster                                                     | Kasserade röster                                                     | 4                                                                    |                                                                      |                                                                      |
| Totalt                                                               | Totalt                                                               | 497                                                                  |                                                                      |                                                                      |

Valet hölls den 5 september 1887. Valkretsen hade 25 635 invånare den 31 december 1886, varav 1 515 eller 5,9 % var valberättigade. 497 personer deltog i valet, ett valdeltagande på 32,8 %.

### Första valet 1890
| Andrakammarvalet i Sverige 1890: Kalix domsagas valkrets | Andrakammarvalet i Sverige 1890: Kalix domsagas valkrets | Andrakammarvalet i Sverige 1890: Kalix domsagas valkrets | Andrakammarvalet i Sverige 1890: Kalix domsagas valkrets | Andrakammarvalet i Sverige 1890: Kalix domsagas valkrets |
| Kandidat                                                 | Kandidat                                                 | Röster                                                   | Röster                                                   | Röster                                                   |
| Kandidat                                                 | Kandidat                                                 | Antal                                                    | %                                                        | +− %                                                     |
| -------------------------------------------------------- | -------------------------------------------------------- | -------------------------------------------------------- | -------------------------------------------------------- | -------------------------------------------------------- |
|                                                          | Harald Ström (frihandlare)                               | 200                                                      | 71,4                                                     |                                                          |
|                                                          | Johannes Sällström (protektionist)                       | 79                                                       | 28,2                                                     |                                                          |
|                                                          | Övrig kandidat                                           | 1                                                        | 0,4                                                      |                                                          |
| Antal giltiga röster                                     | Antal giltiga röster                                     | 280                                                      |                                                          |                                                          |
| Kasserade röster                                         | Kasserade röster                                         | 0                                                        |                                                          |                                                          |
| Totalt                                                   | Totalt                                                   | 280                                                      |                                                          |                                                          |

Valet hölls den 30 augusti 1890. Valkretsen hade 26 962  invånare den 31 december 1889, varav 1 722 eller 6,4 % var valberättigade. 280 personer deltog i valet, ett valdeltagande på 16,3 %. Den valde riksdagsmannen avsade sig dock mandatet.

### Andra valet 1890
| Andrakammarvalet i Sverige 1890: Kalix domsagas valkrets | Andrakammarvalet i Sverige 1890: Kalix domsagas valkrets | Andrakammarvalet i Sverige 1890: Kalix domsagas valkrets | Andrakammarvalet i Sverige 1890: Kalix domsagas valkrets | Andrakammarvalet i Sverige 1890: Kalix domsagas valkrets |
| Kandidat                                                 | Kandidat                                                 | Röster                                                   | Röster                                                   | Röster                                                   |
| Kandidat                                                 | Kandidat                                                 | Antal                                                    | %                                                        | +− %                                                     |
| -------------------------------------------------------- | -------------------------------------------------------- | -------------------------------------------------------- | -------------------------------------------------------- | -------------------------------------------------------- |
|                                                          | Lars Olof Carlsson                                       | 177                                                      | 36,4                                                     |                                                          |
|                                                          | Zacharias Vallmark (frihandlare)                         | 160                                                      | 32,9                                                     |                                                          |
|                                                          | Lars Anton Holmqvist (frihandlare)                       | 115                                                      | 23,7                                                     |                                                          |
|                                                          | Övriga kandidater                                        | 34                                                       | 7,0                                                      |                                                          |
| Antal giltiga röster                                     | Antal giltiga röster                                     | 486                                                      |                                                          |                                                          |
| Kasserade röster                                         | Kasserade röster                                         | 1                                                        |                                                          |                                                          |
| Totalt                                                   | Totalt                                                   | 487                                                      |                                                          |                                                          |

Valet hölls den 7 februari 1891. Valkretsen hade 26 962  invånare den 31 december 1889, varav 1 723 eller 6,4 % var valberättigade. 487 personer deltog i valet, ett valdeltagande på 28,3 %.

### 1893
| Andrakammarvalet i Sverige 1893: Kalix domsagas valkrets | Andrakammarvalet i Sverige 1893: Kalix domsagas valkrets | Andrakammarvalet i Sverige 1893: Kalix domsagas valkrets | Andrakammarvalet i Sverige 1893: Kalix domsagas valkrets | Andrakammarvalet i Sverige 1893: Kalix domsagas valkrets |
| Kandidat                                                 | Kandidat                                                 | Röster                                                   | Röster                                                   | Röster                                                   |
| Kandidat                                                 | Kandidat                                                 | Antal                                                    | %                                                        | +− %                                                     |
| -------------------------------------------------------- | -------------------------------------------------------- | -------------------------------------------------------- | -------------------------------------------------------- | -------------------------------------------------------- |
|                                                          | Harald Ström (frihandlare)                               | 224                                                      | 40,3                                                     |                                                          |
|                                                          | Nils Johan Lomm (frihandlare)                            | 139                                                      | 25,0                                                     |                                                          |
|                                                          | Lars Olof Carlsson (protektionist)                       | 135                                                      | 24,3                                                     | ▼12,1                                                    |
|                                                          | Arvid Björk (frihandlare)                                | 30                                                       | 5,4                                                      |                                                          |
|                                                          | Frans Landström (frihandlare)                            | 18                                                       | 3,2                                                      |                                                          |
|                                                          | Övriga kandidater                                        | 10                                                       | 1,8                                                      |                                                          |
| Antal giltiga röster                                     | Antal giltiga röster                                     | 556                                                      |                                                          |                                                          |
| Kasserade röster                                         | Kasserade röster                                         | 2                                                        |                                                          |                                                          |
| Totalt                                                   | Totalt                                                   | 558                                                      |                                                          |                                                          |

Valet hölls den 2 september 1893. Valkretsen hade 28 243 invånare den 31 december 1892, varav 1 625 eller 5,8 % var valberättigade. 558 personer deltog i valet, ett valdeltagande på 34,3 %.

### 1896
| Andrakammarvalet i Sverige 1896: Kalix domsagas valkrets | Andrakammarvalet i Sverige 1896: Kalix domsagas valkrets | Andrakammarvalet i Sverige 1896: Kalix domsagas valkrets | Andrakammarvalet i Sverige 1896: Kalix domsagas valkrets | Andrakammarvalet i Sverige 1896: Kalix domsagas valkrets |
| Kandidat                                                 | Kandidat                                                 | Röster                                                   | Röster                                                   | Röster                                                   |
| Kandidat                                                 | Kandidat                                                 | Antal                                                    | %                                                        | +− %                                                     |
| -------------------------------------------------------- | -------------------------------------------------------- | -------------------------------------------------------- | -------------------------------------------------------- | -------------------------------------------------------- |
|                                                          | Harald Ström (frihandlare)                               | 438                                                      | 77,1                                                     | ▲36,8                                                    |
|                                                          | Elam Ekbäck (frihandlare)                                | 129                                                      | 22,7                                                     |                                                          |
|                                                          | Övriga kandidater                                        | 1                                                        | 0,2                                                      | —                                                        |
| Antal giltiga röster                                     | Antal giltiga röster                                     | 568                                                      |                                                          |                                                          |
| Kasserade röster                                         | Kasserade röster                                         | 0                                                        |                                                          |                                                          |
| Totalt                                                   | Totalt                                                   | 568                                                      |                                                          |                                                          |

Valet hölls den 22 augusti 1896. Valkretsen hade 30 858 invånare den 31 december 1895, varav 1 676 eller 5,4 % var valberättigade. 568 personer deltog i valet, ett valdeltagande på 33,9 %.

### 1899
| Andrakammarvalet i Sverige 1899: Kalix domsagas valkrets | Andrakammarvalet i Sverige 1899: Kalix domsagas valkrets | Andrakammarvalet i Sverige 1899: Kalix domsagas valkrets | Andrakammarvalet i Sverige 1899: Kalix domsagas valkrets | Andrakammarvalet i Sverige 1899: Kalix domsagas valkrets |
| Kandidat                                                 | Kandidat                                                 | Röster                                                   | Röster                                                   | Röster                                                   |
| Kandidat                                                 | Kandidat                                                 | Antal                                                    | %                                                        | +− %                                                     |
| -------------------------------------------------------- | -------------------------------------------------------- | -------------------------------------------------------- | -------------------------------------------------------- | -------------------------------------------------------- |
|                                                          | Harald Ström (liberal)                                   | 322                                                      | 44,8                                                     | ▼32,3                                                    |
|                                                          | Olof Bergqvist (liberal)                                 | 200                                                      | 27,9                                                     |                                                          |
|                                                          | Karl Ludvig Hammarström (socialist)                      | 107                                                      | 14,9                                                     |                                                          |
|                                                          | Karl Ludvig Sandstedt (liberal)                          | 87                                                       | 12,1                                                     |                                                          |
|                                                          | Övriga kandidater                                        | 2                                                        | 0,3                                                      | —                                                        |
| Antal giltiga röster                                     | Antal giltiga röster                                     | 718                                                      |                                                          |                                                          |
| Kasserade röster                                         | Kasserade röster                                         | 4                                                        |                                                          |                                                          |
| Totalt                                                   | Totalt                                                   | 722                                                      |                                                          |                                                          |

Valet hölls den 2 september 1899. Valkretsen hade 34 855 invånare den 31 december 1898, varav 2 169 eller 6,2 % var valberättigade. 722 personer deltog i valet, ett valdeltagande på 33,3 %.

### 1902
| Andrakammarvalet i Sverige 1902: Kalix domsagas valkrets | Andrakammarvalet i Sverige 1902: Kalix domsagas valkrets | Andrakammarvalet i Sverige 1902: Kalix domsagas valkrets | Andrakammarvalet i Sverige 1902: Kalix domsagas valkrets | Andrakammarvalet i Sverige 1902: Kalix domsagas valkrets |
| Kandidat                                                 | Kandidat                                                 | Röster                                                   | Röster                                                   | Röster                                                   |
| Kandidat                                                 | Kandidat                                                 | Antal                                                    | %                                                        | +− %                                                     |
| -------------------------------------------------------- | -------------------------------------------------------- | -------------------------------------------------------- | -------------------------------------------------------- | -------------------------------------------------------- |
|                                                          | Harald Ström (liberal)                                   | 438                                                      | 43,4                                                     | ▼1,4                                                     |
|                                                          | Olof Bergqvist (liberal)                                 | 388                                                      | 38,5                                                     | ▲10,6                                                    |
|                                                          | Lars Johan Carlsson (S)                                  | 181                                                      | 17,9                                                     |                                                          |
|                                                          | Övriga kandidater                                        | 2                                                        | 0,2                                                      | —                                                        |
| Antal giltiga röster                                     | Antal giltiga röster                                     | 1 009                                                    |                                                          |                                                          |
| Kasserade röster                                         | Kasserade röster                                         | 2                                                        |                                                          |                                                          |
| Totalt                                                   | Totalt                                                   | 1 011                                                    |                                                          |                                                          |

Valet hölls den 4 september 1902. Valkretsen hade 39 431 invånare den 31 december 1901, varav 2 738 eller 6,9 % var valberättigade. 1 011 personer deltog i valet, ett valdeltagande på 36,9 %. Valet överklagades men fastställdes.

### 1905
| Andrakammarvalet i Sverige 1905: Kalix domsagas valkrets | Andrakammarvalet i Sverige 1905: Kalix domsagas valkrets | Andrakammarvalet i Sverige 1905: Kalix domsagas valkrets | Andrakammarvalet i Sverige 1905: Kalix domsagas valkrets | Andrakammarvalet i Sverige 1905: Kalix domsagas valkrets |
| Kandidat                                                 | Kandidat                                                 | Röster                                                   | Röster                                                   | Röster                                                   |
| Kandidat                                                 | Kandidat                                                 | Antal                                                    | %                                                        | +− %                                                     |
| -------------------------------------------------------- | -------------------------------------------------------- | -------------------------------------------------------- | -------------------------------------------------------- | -------------------------------------------------------- |
|                                                          | Lars Johan Carlsson                                      | 708                                                      | 43,4                                                     | ▲25,5                                                    |
|                                                          | Nils Bosæus (höger)                                      | 535                                                      | 32,8                                                     |                                                          |
|                                                          | Harald Ström (moderat)                                   | 389                                                      | 23,8                                                     | ▼19,6                                                    |
| Antal giltiga röster                                     | Antal giltiga röster                                     | 1 632                                                    |                                                          |                                                          |
| Kasserade röster                                         | Kasserade röster                                         | 2                                                        |                                                          |                                                          |
| Totalt                                                   | Totalt                                                   | 1 634                                                    |                                                          |                                                          |

Valet hölls den 10 september 1905. Valkretsen hade 41 850 invånare den 31 december 1904, varav 3 401 eller 8,1 % var valberättigade. 1 634 personer deltog i valet, ett valdeltagande på 48,0 %. Valet överklagades hos både landshövdingen och regeringen men valresultatet fastställdes hos de båda instanserna.

### Första valet 1908 (överklagat)
| Andrakammarvalet i Sverige 1908: Kalix domsagas valkrets | Andrakammarvalet i Sverige 1908: Kalix domsagas valkrets | Andrakammarvalet i Sverige 1908: Kalix domsagas valkrets | Andrakammarvalet i Sverige 1908: Kalix domsagas valkrets | Andrakammarvalet i Sverige 1908: Kalix domsagas valkrets |
| Kandidat                                                 | Kandidat                                                 | Röster                                                   | Röster                                                   | Röster                                                   |
| Kandidat                                                 | Kandidat                                                 | Antal                                                    | %                                                        | +− %                                                     |
| -------------------------------------------------------- | -------------------------------------------------------- | -------------------------------------------------------- | -------------------------------------------------------- | -------------------------------------------------------- |
|                                                          | Carl Riström                                             | 377                                                      | 37,2                                                     |                                                          |
|                                                          | Arvid Björk                                              | 375                                                      | 37,1                                                     |                                                          |
|                                                          | Harald Ström (höger)                                     | 259                                                      | 25,6                                                     | ▲1,8                                                     |
| Antal giltiga röster                                     | Antal giltiga röster                                     | 1 011                                                    |                                                          |                                                          |
| Kasserade röster                                         | Kasserade röster                                         | 2                                                        |                                                          |                                                          |
| Totalt                                                   | Totalt                                                   | 1 013                                                    |                                                          |                                                          |

Valet hölls den 13 september 1908. Valkretsen hade 28 295 invånare den 31 december 1907, varav 2 061 eller 7,3 % var valberättigade. 1 013 personer deltog i valet, ett valdeltagande på 49,2 %. Valet överklagades hos både landshövdingen och regeringen, och det bestämdes att det skulle hållas ett nytt val.

### Andra valet 1908 (överklagat)
| Andrakammarvalet i Sverige 1908: Kalix domsagas valkrets | Andrakammarvalet i Sverige 1908: Kalix domsagas valkrets | Andrakammarvalet i Sverige 1908: Kalix domsagas valkrets | Andrakammarvalet i Sverige 1908: Kalix domsagas valkrets | Andrakammarvalet i Sverige 1908: Kalix domsagas valkrets |
| Kandidat                                                 | Kandidat                                                 | Röster                                                   | Röster                                                   | Röster                                                   |
| Kandidat                                                 | Kandidat                                                 | Antal                                                    | %                                                        | +− %                                                     |
| -------------------------------------------------------- | -------------------------------------------------------- | -------------------------------------------------------- | -------------------------------------------------------- | -------------------------------------------------------- |
|                                                          | Arvid Björk                                              | 581                                                      | 45,1                                                     |                                                          |
|                                                          | Carl Riström                                             | 572                                                      | 44,4                                                     |                                                          |
|                                                          | Övriga kandidater                                        | 135                                                      | 10,5                                                     | —                                                        |
| Antal giltiga röster                                     | Antal giltiga röster                                     | 1 288                                                    |                                                          |                                                          |
| Kasserade röster                                         | Kasserade röster                                         | 8                                                        |                                                          |                                                          |
| Totalt                                                   | Totalt                                                   | 1 296                                                    |                                                          |                                                          |

Valet hölls den 27 december 1908. Valkretsen hade 28 295 invånare den 31 december 1907, varav 2 231 eller 7,9 % var valberättigade. 1 296 personer deltog i valet, ett valdeltagande på 58,1 %. Valet överklagades hos både landshövdingen och regeringen, och det bestämdes att det skulle hållas ett nytt val.

### Tredje valet 1908
| Andrakammarvalet i Sverige 1908: Kalix domsagas valkrets | Andrakammarvalet i Sverige 1908: Kalix domsagas valkrets | Andrakammarvalet i Sverige 1908: Kalix domsagas valkrets | Andrakammarvalet i Sverige 1908: Kalix domsagas valkrets | Andrakammarvalet i Sverige 1908: Kalix domsagas valkrets |
| Kandidat                                                 | Kandidat                                                 | Röster                                                   | Röster                                                   | Röster                                                   |
| Kandidat                                                 | Kandidat                                                 | Antal                                                    | %                                                        | +− %                                                     |
| -------------------------------------------------------- | -------------------------------------------------------- | -------------------------------------------------------- | -------------------------------------------------------- | -------------------------------------------------------- |
|                                                          | Carl Riström                                             | 702                                                      | 51,6                                                     |                                                          |
|                                                          | Arvid Björk                                              | 656                                                      | 48,2                                                     |                                                          |
|                                                          | Övriga kandidater                                        | 3                                                        | 0,2                                                      | —                                                        |
| Antal giltiga röster                                     | Antal giltiga röster                                     | 1 361                                                    |                                                          |                                                          |
| Kasserade röster                                         | Kasserade röster                                         | 0                                                        |                                                          |                                                          |
| Totalt                                                   | Totalt                                                   | 1 361                                                    |                                                          |                                                          |

Valet hölls den 12 april 1909. Valkretsen hade 28 295 invånare den 31 december 1907, varav 2 035 eller 7,2 % var valberättigade. 1 361 personer deltog i valet, ett valdeltagande på 66,7 %.